# Парадајс Хајтс (Флорида)
Парадајс Хајтс (енгл. Paradise Heights) насељено је место без административног статуса у америчкој савезној држави Флорида.

## Демографија
По попису из 2010. године број становника је 1.215, што је 95 (-7,3%) становника мање него 2000. године.
| Група             | 2000.       | 2010.       |
| Белци             | 940 (71,8%) | 706 (58,1%) |
| Афроамериканци    | 39 (3,0%)   | 89 (7,3%)   |
| Азијати           | 6 (0,5%)    | 10 (0,8%)   |
| Хиспаноамериканци | 299 (22,8%) | 395 (32,5%) |
| Укупно            | 1.310       | 1.215       |